# Porpidia lowiana
Porpidia lowiana är en lavart som beskrevs av Gowan 1989. Porpidia lowiana ingår i släktet Porpidia och familjen Porpidiaceae.  Arten är reproducerande i Sverige. Inga underarter finns listade i Catalogue of Life.